# Мозковий конус
Мозковий конус (conus medullaris або conus terminalis) — це конусоподібний нижній кінець спинного мозку, розміщений на рівні верхнього (L1) поперекового хребця, іноді на рівні L2 або нижче. Верхній кінець мозкового конуса зазвичай не чітко визначений, приблизно на рівні сегментів спинного мозку S1–S5.
Після звуження спинного мозку спинномозкові нерви продовжують розгалужуватися по діагоналі, утворюючи кінський хвіст.
Проте м'яка мозкова оболона, яка оточує спинний мозок, виступає прямо вниз, утворюючи тонку нитку, яка називається кінцевою ниткою, і з'єднує мозковий конус із задньою частиною куприка. Кінцева нитка забезпечує зв'язок між мозковим конусом і куприком, який стабілізує весь спинний мозок.

## Кровопостачання
Кровопостачання надходить з трьох спинномозкових артеріальних судин — переднього серединного поздовжнього артеріального стовбура та правої і лівої задніх спинномозкових артерій. Інші менш помітні джерела кровопостачання включають корінцеві артеріальні гілки аорти, бічні крижові артерії та п'яту поперекову, клубово-поперекову та середню крижову артерії. Останні сприяють більшому кровопостачанню кінського хвоста.

## Патологія
Синдром мозкового конуса — це сукупність ознак і симптомів, пов'язаних із пошкодженням мозкового конуса. Це зазвичай викликає біль у спині та дисфункцію кишки та сечового міхура, спастичну або мляву слабкість залежно від рівня ураження та двосторонню втрату чутливості. Для порівняння, синдром кінського хвоста може спричинити корінцевий біль, дисфункцію кишки/сечового міхура, часткову втрату чутливості, або анестезію сідла та слабкість нижніх кінцівок на рівні поперекових і крижових корінців.
Педіатричні пацієнти можуть мати сиринкс, пов'язаний з вадою розвитку Кіарі, а мозковий конус буде розташований на рівні або нижче дискового простору L2–L3 поперекових хребців.
Ізольовані розриви мозкового конуса зустрічаються рідко, але їх слід враховувати у пацієнтів із гострим синдромом кінського хвоста, особливо у жінок. Згідно зі статтею You-Jiang Tan та ін. від 2021 року, люди з доведеними причинами або судинними факторами ризику мають малі шанси збереження здатності ходити без сторонньої допомоги.